# Магістральний трубопровідний транспорт газу
Магістральний трубопровідний транспорт газу (рос. магистральный трубопроводный транспорт газа, англ. long-distance gas piping; нім. Gasfortleitung f, Gasrohrleitungstransport m) — єдина технологічна система для транспортування великих кількостей природного газу з району видобутку або виробництва до пунктів споживання. Довжина — до дек. тис.км. Включає установки комплексної підготовки газу до далекого транспорту (УКПГ), газопровід магістральний, газорозподільні мережі (ГРМ), об'єкти використання газу. На УКПГ газ очищають від твердих і рідких механічних домішок, осушують, знижують його тиск до розрахункового на вході в магістральний газопровід. Для забезпечення пропускної здатності газопроводу вздовж траси на відстані 90-150 км розташовують компресорні станції (КС), де тиск газу підвищують, проводять його додаткове очищення і охолодження. На кінцевому пункті магістрального газопроводу газ надходить в газорозподільні станції, де його також очищують, одорують, вимірюють об'єм і направляють споживачеві. Для компенсації сезонної нерівномірності газоспоживання використовують підземні газосховища, сховища скрапленого газу. Син. — далекий транспорт газу.